# Zdzisław Szczepański
Zdzisław Szczepański (ur. 1919 w Częstochowie, zm. 14 lipca 1986 w Łodzi) – polski specjalista w dziedzinie wysokich napięć, profesor Politechniki Łódzkiej.

## Życiorys
Przed wybuchem II wojny światowej uczęszczał do I Państwowego Liceum i Gimnazjum im. Henryka Sienkiewicza w Częstochowie.
Podczas okupacji niemieckiej, w 1944 zdał tajny egzamin maturalny, następnie brał udział w nauczaniu na tajnych kompletach gimnazjalnych wykładając matematykę i fizykę. Pod koniec okupacji rozpoczął studia na tajnych kursach politechnicznych w Częstochowie.
Po wojnie studia kontynuował na Wydziale Elektrycznym Politechniki Łódzkiej, które ukończył w roku 1949. Jeszcze jako student, w 1947 roku rozpoczął pracę w Zakładzie Wysokich Napięć ówczesnej Katedry Elektroenergetyki na stanowisku młodszego asystenta. Od 1954 roku pracował na stanowisku adiunkta. W latach 1956–1966 pełnił obowiązki kierownika Zakładu Wysokich Napięć. W latach 1956–1958 w ramach ZWN, kierował także pracownią uziemień Instytutu Energetyki. W 1964 roku obronił pracę doktorską „Mechanizm starzenia izolacji kondensatorów udarowych napięciowych”, a w 4 lata później pracę habilitacyjną „O mechanizmie wyładowań niezupełnych powodujących szybką degradacje dielektryku kondensatorów impulsowych”. Pod koniec lat 60. zgromadził wokół siebie grupę młodych pracowników, dając początek łódzkiej szkole w dziedzinie wyładowań niezupełnych. W latach 1966–1983 był zastępca kierownika Katedry Wysokich Napięć, zastępcą dyrektora Instytutu Transformatorów, Maszyn i Aparatów Elektrycznych. Od 1984 roku aż do śmierci kierował Katedrą Wysokich Napięć. W latach 1969–1973 był prodziekanem, a później aż do roku 1981 dziekanem Wydziału Elektrycznego PŁ. W czasie jego kadencji nastąpiła znacząca rozbudowa wydziału, który otrzymał nowe audytoria, bibliotekę oraz laboratoria i halę wysokich napięć.
Główne kierunki zainteresowań naukowych to: mechanizm powstawania i degradacyjne oddziaływanie na dielektryki wyładowań niezupełnych, konstrukcja źródeł piorunowych napięć probierczych i zagadnienia uziemnieniowe. Opublikował kilkadziesiąt artykułów, monografię oraz dwie książki, których był współautorem. Wypromował 5 doktorów.
Poza pracą naukową, w latach 1949–1950 pracował w Zjednoczeniu Energetyki Okręgu Centralnego, a w latach 1953–1956 w Energoprojekcie Oddział w Łodzi. 
W 1969 roku został wyróżniony nagrodą III stopnia MSWiN.
Zmarł 14 lipca 1986 roku w Łodzi, pochowany na cmentarzu komunalnym Doły (kwatera XVIII-1-84).

## Publikacje (wybór)
- Z. Szczepański, Wyładowania niezupełne w izolacji urządzeń elektrycznych. PWN, Warszawa, 1973.
- Z. Szczepański, Technika wysokich napięć. Część I. Wytrzymałość dielektryczna. Wyd. Politechniki Łódzkiej, 1974 i 1979.
- Z. Szczepański, Z. Lechowski, A. Rosicki, J. Wodziński, Układy izolacyjne urządzeń elektrycznych. WNT, Warszawa, 1978.
- Praca zbiorowa pod red. Z. Szczepańskiego, Degradacja izolacji papierowo-olejowej i syntetycznej. Postępy Techniki Wysokich Napięć z.16. PWN, Warszawa, 1986.

## Ordery i odznaczenia
- Krzyż Kawalerski Orderu Odrodzenia Polski (1984)
- Złoty Krzyż Zasługi (1971)
- Srebrny Krzyż Zasługi (1957)
- Medal 10-lecia Polski Ludowej (15 stycznia 1955)[4]
- Medal im. prof. Mieczysława Pożaryskiego
- Honorowa Odznaka Miasta Łodzi
- Odznaka „Zasłużony dla Politechniki Łódzkiej”

Źródło: Profesor Zdzisław Szczepański. Wspomnienie – życiorys.